# 35 Pułk Armat Polowych (austro-węgierski)
Pułk Armat Polowych Nr 35 (niem. Feldkanonenregiment 35, FKR. 35) – pułk artylerii polowej cesarskiej i królewskiej Armii.
W 1914 pułk stacjonował w garnizonie Kluż-Napoka i wchodził w skład 12 Brygady Artylerii Polowej (XII Korpus). Jednostką dowodził płk Alfred Gröschl.

## Skład
- Dowództwo
- 4 x bateria po  6 armat 8 cm FK M.5.
- bateria rezerwowa.